# Domesticação e castração do Reino da Galiza
"Domesticação e castração do Reino da Galiza" ("Doma y castración del Reino de Galicia") ou "Adestramento e castração do Reino da Galiza" é uma expressão referida por Alfonso Daniel Rodríguez Castelao como originária de Jerónimo Zurita, bem como um lugar comum na história da Galiza.

## História da expressão

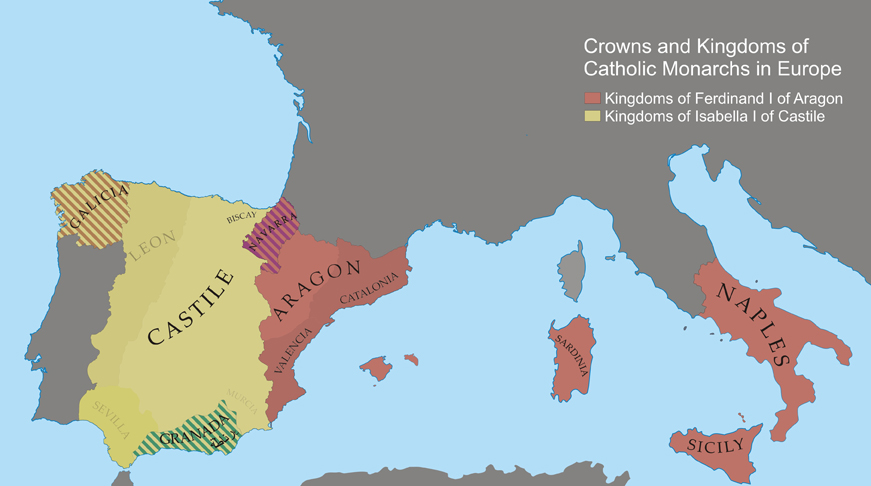
Mapa histórico mostrando os territórios e reinos em posse dos Reis Católicos por volta do ano 1500. Destacam-se os últimos reinos subjugados ou anexados pelos monarcas castelhano-aragoneses

A expressão vem de um discurso parlamentar sobre o Projeto de Constituição:
"Desde que os chamados Reis Católicos verificaram o facto que Zurita chamou de 'doma y castración del Reino de Galicia', a língua galega ficou proibida na Administração, nos Tribunais, no ensino e na Igrexa impedindo que nós, galegos, nos preocupemos com a nossa própria língua.
Baseia-se, por sua vez, no texto contido nos Anales de Aragón do autor Jerónimo Zurita, no capítulo LXIX do Livro XX, intitulado "Que o conde de Lemos entregou ao rei a fortaleza de Ponferrada; e da ida do rei a Galicia para asentar as cousas da xustiza" diz:
"A Galiza ficou reduzida às leis da justiça, onde o rei realizava audiências. Nessa altura começaram a domar aquela terra da Galiza, porque não só os seus senhores e cavaleiros mas também todo o povo daquela nação eram muito arriscados e guerreiros uns contra os outros, e vendo o que aconteceu ao conde - que era um grande senhor naquele reino - as leis da justiça foram enfraquecidas e reduzidas com o rigor da punição."
Embora tenha sido o primeiro uso registado da expressão, foi o comentário feito no livro Sempre en Galiza que marcou gerações de galegos:
“Diz Santillana: “..há pouco tempo nenhum dos dizidores e trovadores destas partes, agora fossem castelhanos, andaluzes ou da Extremadura, todas as suas obras eram compostas em língua galega ou portuguesa”. Foi necessário fazer a “domesticação e castração da Galiza” para que ficássemos calados; mas a nossa língua continuou a florescer em Portugal, e o povo galego não quis esquecê-la."
Tanto a ambiguidade do texto como as interpretações subsequentes dariam origem a uma confusão em que um conjunto de eventos separados foram reunidos num único ato de "domesticação e castração" e nem todos foram influenciados pelos Reis Católicos:
- O declínio da literatura galego-portuguesa trovadoresca por volta do ano de 1350
- A centralização e controlo administrativo do Reino da Galiza, que se dá como finalizada com a viagem a Santiago de Compostela dos Reis Católicos em 1486.
- A adoção do castelhano como língua das classes altas e da administração começou já no século XIII, foi avançando gradativamente em diversos campos e ainda não terminou.